# Listă de filme sovietice din 1923
- Filme sovietice din: 1922 — 1923 — 1924

Aceasta este o listă de filme produse în Uniunea Sovietică în 1923.
| Titlu                                       | Titlu original                                  | Regizor             | Distribuție                                                     | Gen                            | Note         |
| ------------------------------------------- | ----------------------------------------------- | ------------------- | --------------------------------------------------------------- | ------------------------------ | ------------ |
| 1923                                        |                                                 |                     |                                                                 |                                |              |
| Arsena tâlharul                             | არსენა ყაჩაღი, Разбойник Арсен                  | Vladimir Barski     | Nato Vacenadze                                                  | Acțiune                        | RSS Gruzină  |
| Comandantul de brigadă Ivanov               | Комбриг Иванов                                  | Aleksandr Razumni   | Maria Bliumental-Tamarina                                       | Comedie                        | [ 3 ] [ 4 ]  |
| Komediantka                                 | Комедиантка                                     | Aleksandr Ivanovski | Ekaterina Korciagina-Aleksandrovskaia, Nina Șaternikova         | Dramatic, romantic             | [ 5 ] [ 6 ]  |
| Luptă pentru ultimatum                      | Борьба за Ультиматум                            | Dmitri Bassaligo    | Vasili Aristov, Vladimir Karin, Mihail Lenin                    | Aventuri                       | Film pierdut |
| Jurnalul lui Glumov                         | Дневник Глумова                                 | Serghei Eisenstein  | Grigori Aleksandrov, Aleksandr Antonov, Serghei M. Eisenstein   | Scurtmetraj                    | [ 9 ]        |
| Familia Gribușin                            | Семья Грибушиных                                | Aleksandr Razumni   |                                                                 | Drama                          |              |
| U pozornogo stolba                          | Mamis mkvleli (У позорного столба)              | Hamo Beknazarian    | Vaso Arabidze, Nato Vacenadze, Vano Saradajișvili               |                                |              |
| Kino-Pravda vol. 14-17                      | Кино-правда                                     | Dziga Vertov        |                                                                 | Jurnal de actualități          |              |
| Ultimul pariu al domnului Enniok sau Duelul | Последняя ставка мистера Энниока                | Vladimir Gardin     | Iona Talanov, Zoia Barantsevici                                 | lungmetraj ucrainean, dramatic | Film pierdut |
| Lăcătuș și cancelar                         | Слесарь и Канцлер                               | Vladimir Gardin     | Ivan Hudoleiev                                                  |                                |              |
| Omul este lup pentru om                     | Katsi katsistvis mgelia (Человек человеку волк) | Ivan Perestiani     | Vladimir Maksimov, T. Maximova, Ivane Perestiani, V. Djamgarova | Aventuri                       |              |
| Micii diavoli roșii                         | Tsiteli eshmakunebi (Красные дьяволята)         | Ivan Perestiani     | Konstantin Davidovski                                           | Aventuri                       |              |
| O fantomă bântuie Europa                    | Призрак бродит по Европе                        | Vladimir Gardin     | Zoia Baranțevici                                                | Groază                         |              |
| Fără adăpost                                | Беспризорные                                    | Vladimir Karin      | Vladimir Aristov                                                | Drama                          |              |